# Chalciope mygdon
Chalciope mygdon är en fjärilsart som beskrevs av Pieter Cramer 1777. Chalciope mygdon ingår i släktet Chalciope och familjen nattflyn. Inga underarter finns listade i Catalogue of Life.